# Darios del Pont
Darios del Pont (en grec antic Δαρεῖος, en llatí Darius) va ser l'últim rei del Pont de la dinastia Mitridàtica. Va governar uns dos anys, des del 39 aC fins a la seva possible mort el 37 aC). Era fill de Farnaces II, rei del Pont i d'una dona sàrmata. Era net de Mitridates VI Eupator i de la seva dona Laodice.
Segons Apià, l'únic autor que l'esmenta, va ser establert al tron pel triumvir Marc Antoni l'any 39 aC, perquè s'oposés al rei de Capadòcia Ariarates X que duia a terme una guerra contra Roma. Marc Antoni va posar diversos reis a la zona oriental de la república romana amb la condició de que fossin aliats seus i paguessin un tribut. A més de Darios, que va situar al Pont, va nomenar Polemó I rei d'una part de Cilícia, i a Amintes de Galàcia de Pisídia. Finalment l'any 37 aC Marc Antoni va donar el Pont a Polemó que estava casat o es va casar amb Dinamis, germana de Darios. Aquesta cessió va tenir lloc o bé perquè Darios havia mort (el més probable, ja que l'herència hauria anat a la germana) o perquè el triumvir el va destituir.
Estrabó diu que Polemó va atacar Arsaces, un dels fills de Farnaces II, a Sagylium, perquè intentava ocupar el regne del Pont. Va aconseguir prendre la fortalesa i Arsaces va haver de fugir a les muntanyes, on va morir de sed i de gana, ja que uns anys abans Gneu Pompeu Magne havia fet cegar els pous per evitar que s'hi instal·lessin els bandits. Cassi Dió, descriu Polemó com a rei del Pont, sense fer cap menció de Darios, quan Marc Antoni feia la guerra contra els parts l'any 36 aC.